# Сцена от литовско село
„Сцена от литовско село“ (на литовски: Lietuvos kaimo peizažas) е картина на литовския художник Пранас Домшаитис от 1918 г.
Картината е нарисувана с маслени бои върху платно и е с размери 65 x 65 cm. Пранас Домшаитис е един от най-известните литовски художници и един от най-значимите литовски експресионисти. Завършва Кралската академия за изящни изкуства в Кьонигсберг. След Първата световна война е добре известен в Германия, а след Втората световна война – в Южна Африка. Повлиян е от художествените тенденции от началото на XX век. Участва в редица различни изложби и поддържа контакти с много известни художници в повечето от западноевропейските центрове на изобразителното изкуство. Силно поглъща международните влияния, но същевременно поддържа националната идентичност:
| „                | Литовската кръв не лъже, точно както моите картини са наистина литовски. | “ |
| Пранас Домшаитис |                                                                          |   |

„Сцена от литовско село“ е картина от зрелия период на Пранас Домшаитис, който започва след Първата световна война. Драматичното настроение на картината се дължи на отражението на войната и ужасната съдба на бездомните бежанци. Студената лунна светлина подчертава зловещите облаци. Мистериозността се подчертава от богата палитра от цветове и генерализирани форми.
Картината е част от фонда на Музея на изкуствата във Вилнюс, Литва.